# Michel Frizot
 (août 2021).
Michel Frizot, né en 1945 à Bourbon-Lancy, est un historien et théoricien de la photographie. 
Il a joué un rôle pionnier en France dans cette discipline, en travaillant à la reconnaissance de toutes les pratiques photographiques et en reconsidérant la réception de la photographie à partir des circonstances de la prise de vue.

## Biographie
Après une licence de sciences physiques (1967) et une licence d’histoire de l’art et archéologie (1969) à l’université de Dijon, il soutient une thèse d’archéologie (1974) et il est chargé de cours d’histoire de l’art moderne. 
La découverte des chronophotographies d’Étienne-Jules Marey l’amène à étudier le fonds inédit de l’Institut Marey et à s’intéresser aux pratiques photographiques anciennes. Il donne alors le premier cours d’histoire de la photographie en 1977 à l’université de Dijon (jusqu’en 1985), et à l’université Paris-IV-Institut d’Art (1979-1993). 
Il publie son premier texte sur un photographe en 1975, la préface pour la rétrospective Lartigue 8 x 80) et conçoit en 1977 pour le Centre Pompidou l’exposition E. J. Marey, dont le catalogue analyse l’œuvre de cet inventeur d’appareillages et d’images.
En 1982, à la création du Centre national de la photographie, il est chargé de mission auprès du directeur, Robert Delpire, pour l’organisation des expositions et les projets éditoriaux (dont la collection Photo Poche) jusqu’en 1989. Lui incombent plus particulièrement certaines expositions avec catalogue : Identités (1985), Le temps d’un mouvement (1987). Entré au CNRS en 1975, il rejoint en 1986 le Centre de recherche sur les arts et le langage (CRAL - École des hautes études en sciences sociales)[réf. nécessaire]. Pour le cent-cinquantenaire de l’invention de la photographie, il publie Histoire de Voir (180 photos commentées, en trois volumes de la collection Photo Poche). 

### LaNouvelle Histoire de la Photographie
En 1990,  à la demande du Centre national du livre, il entreprend la Nouvelle Histoire de la Photographie, publiée en 1994. Cet ouvrage (1050 illustrations, 33 collaborateurs) bouleverse les standards (essentiellement anglo-saxons) de l’histoire du médium en élargissant l’assise du phénomène photographique au-delà des seuls enjeux artistiques et documentaires et en intégrant des catégories ignorées (photo de presse, magazines illustrés, albums de famille, amateurs, pratiques populaires),,.
Michel Frizot a été le premier titulaire du cours d’Histoire de la photographie à l’École du Louvre (1990-2010) et a donné un séminaire à l’EHESS jusqu’en 2010[réf. nécessaire].
Ses travaux (ouvrages, catalogues et très nombreux articles scientifiques) analysent les fondamentaux qui caractérisent le processus photographique, par rapport à d’autres modes de production des images, et explorent les implications de l’opérateur et du sujet photographié, et in fine la réception de la photographie par un regardeur. Nombre d’études sont consacrées à des moments d’innovation technique et d’élaboration des prérogatives photographiques (Nicéphore Niépce, Hippolyte Bayard, le calotype, la prégnance du négatif dans l’imaginaire photographique, Étienne-Jules Marey, les débuts d’Henri Cartier-Bresson, André Kertész, Dieter Appelt, Alvin L. Coburn), au rôle des médias photographiques dans l’avènement d’un mode perceptif généralisé (VU, magazine photographique, 2006 ; exposition Face à l’Histoire, 1996), à la production des amateurs (Photo Trouvée, 2006, avec C. de Veigy).
Avec Toute photographie fait énigme, 2014 (Maison européenne de la photographie, et éditions Hazan), Michel Frizot déplace les interrogations vers le partage de sensations humaines que seule la photographie peut provoquer[réf. nécessaire].